# 욱수농악
욱수농악(旭水農樂)은 대구광역시 수성구 욱수동에서 전승되던 농악으로, 본래 천왕받이, 지신밟기, 마당놀이 등으로 이루어져 있으나 마을의 도시화로 인해 농악만 남고 사라지던 것을 최근 천왕받이와 지신밟기 등을 복원하여 완전한 형태가 되었다. 1988년 5월 30일 대구광역시의 무형문화재 제3호로 지정되었다.

## 개요
농악은 농부들이 두레를 짜서 일할 때 치는 음악으로, 꽹과리·징·장구·북과 같은 타악기를 치며 벌이는 음악을 두루 가리키는 말이다. 굿·매구·풍장·금고·취군 등으로도 불린다.
욱수농악은 이 마을 동제당에서 해마다 정월 초사흗날 행해지던 천왕받이굿에서 생겨난 농악이다. 농악의 과정은 길풀이로 행해지는 질매구질굿, 동제당 앞에서 신내림을 받는 천왕받이굿, 농악 연주자들이 원형을 지어 상쇠의 장단에 맞추어 춤을 추는 둥글데미, ㄷ자 대형에서 징·북·장구·법고잡이들이 각각 조별로 묘기를 보이는 마당놀이, 세로 2줄로 마주보고 앉은 연주자들을 상쇠가 Z형으로 빠르게 돌면서 징·북·장구·법고 열로 끊어 일으켜 풀어나가는 외따기, 상쇠가 흥겨운 어깨춤을 추는 덧배기, 상쇠·종쇠·잡색이가 중앙에 원을 만들고 징·북·장구·법고가 각각 4개의 원형을 그리면서 오방진을 만드는 오방진, 농기구를 가운데 놓고 연주자들이 달리면서 원형을 만들고 또 풀면서 태극형을 그리며 원형을 만드는 덕석말이로 진행된다.
욱수농악은 쇠가락이 비교적 빠른 가락이 많고 잔가락이 적은 영남농악의 특징을 가지면서, 특히 길굿의 가락이 독특하다. 또한 농악의 과정 중에서 외따기는 경상도 남부지방에서는 드문 형태를 가진 놀이라는 점이 특이하다.

## 보유자 인정
2019년 1월 30일 대구광역시장은 대구광역시문화재보호조례 제16조, 같은 조례 시행규칙 제9조의 규정에 의거 무형문화재 보유자 인정을 다음과 같이 고시하였다.

### 인정내용
없다.

### 인정사유
욱수농악은 대구광역시 수성구 욱수동에서 전승되던 농악으로, 본래 천왕받이, 지신밟기, 마당놀이 등으로 이루어져 있으나 마을의 도시화로 인해 농악만 남고 사라지던 것을 최근 천왕받이와 지신밟기 등을 복원하여 완전한 형태가 되었다. 그 중심에 있는 상쇠 손석철은 2002년 욱수농악에 입단하여 욱수농악 최초 보유자인 故김호성에게 농악 전반을 전수받았으며, 2009년에는 전수교육조교가 되어 욱수농악보존회를 이끌고 있다. 손석철은 상쇠로서 풍물패를 휘어잡을 수 있는 신명도 있고 연주 기량도 뛰어난 편이다. 또한 욱수농악의 지속을 위해 역사성을 되살리고 일반인과 지역 학생들을 대상으로 교육을 하며, 그 과정에서 전승자들을 확보하는 등 다방면의 노력을 다하고 있다.

## 참고 문헌
- 욱수농악 - 국가유산청 국가유산포털